# Pseudacris ocularis
Pseudacris ocularis és una espècie de granota que es troba a Nord-amèrica (des de Virgínia fins a Florida).